# Седлець (Любуське воєводство)
Седлець (пол. Siedlec, нім. Zelz, also Selc) — село в Польщі, у гміні Тшебель Жарського повіту Любуського воєводства.
Населення — 90 осіб (2011).
У 1975-1998 роках село належало до Зеленогурського воєводства.

## Демографія
Демографічна структура станом на 31 березня 2011 року:
|          | Загалом | Допрацездатний вік | Працездатний вік | Постпрацездатний вік |
| -------- | ------- | ------------------ | ---------------- | -------------------- |
| Чоловіки | 40      | 7                  | 29               | 4                    |
| Жінки    | 50      | 16                 | 30               | 4                    |
| Разом    | 90      | 23                 | 59               | 8                    |